# 盐屋

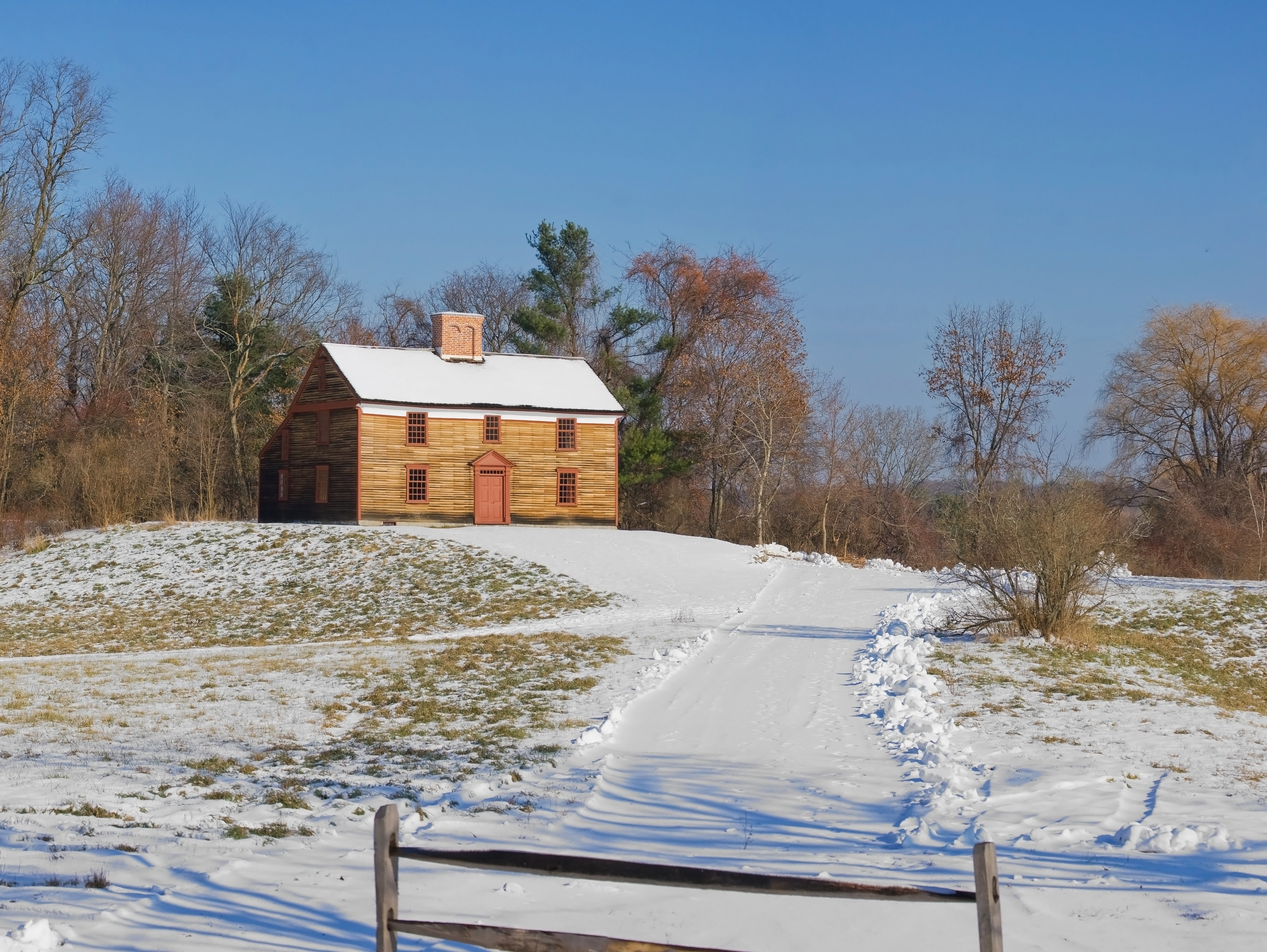
鹽屋

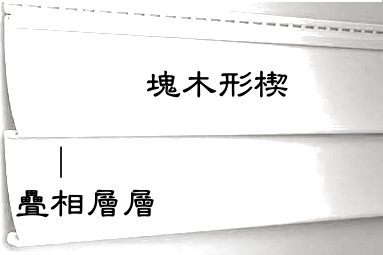
護板示意圖

鹽屋，是一种木屋，見於北美。多見於新英格蘭。分有前後两个部分，前者有二層，後者僅一层，都有斜頂，中间有烟囪。类似于盛鹽的盒子，因此為名。英国殖民美州初期，安妮女王在位，立有法令，凡是盖榭層楹者，都要課重稅。而徙居美洲的移民，貧者居多，難堪此負，才这样建房子，以圖避稅。里面有横樑，有少量鐵釘。牆放置護板，合橡木塊數十而成，形状像楔形。现在保存的盐屋，多建于十七、十八世紀。